# Cyclothea exaereta
Cyclothea exaereta là một loài bướm đêm trong họ Geometridae.